# Ad5-nCoV
L’Ad5-nCoV, également connu sous le nom de Convidecia ou PakVak, est un vaccin à vecteur viral contre la COVID-19 développé par la société chinoise CanSino Biologics. Depuis la fin de 2020, il fait l'objet d'essais de phase III avec 40 000 participants en Arabie saoudite, en Argentine, au Chili, au Mexique, au Pakistan et en Russie.
En février 2021, les données des essais de phase III et 101 cas de COVID-19 ont montré que le vaccin avait une efficacité de 65,7 % dans la prévention des symptômes modérés de la COVID-19 et de 91 % dans la prévention des maladies graves. Il existe une efficacité similaire avec l'Ad26 de Johnson & Johnson, un autre vaccin vecteur à adénovirus en une seule injection avec une efficacité de 66 % lors d'un essai international,. Il est similaire à d'autres vaccins à vecteur viral comme AZD1222, Gam-COVID-Vac et Ad26.COV.S. Sa dose unique et sa conservation standard au réfrigérateur (2 °C à 8 °C) pourraient en faire une bonne option vaccinale pour de nombreux pays d'un point de vue logistique. 
Ce vaccin est approuvé en 2021 pour une utilisation en Chine, au Mexique et au Pakistan[réf. nécessaire].

## Technologie
L'Ad5-nCov est un vaccin à vecteur viral similaire à l' AZD1222 d' AstraZeneca et au Gam-COVID-Vac de Gamaleya qui font également l'objet d'essais cliniques de phase III, il peut être stocké dans des conditions de froid moins extrêmes que les vaccins à ARNm,.

## Efficacité
En février 2021, les données publiées à partir d'une analyse intermédiaire des essais de phase III ont montré que globalement, le vaccin avait une efficacité de 65,7 % pour prévenir les cas modérés de COVID-19 et 90,98 % d'efficacité pour prévenir les cas graves. Dans le sous-ensemble de l'essai au Pakistan, le vaccin avait une efficacité de 74,8 % pour prévenir les cas symptomatiques et à 100 % pour prévenir une maladie grave.

## Fabrication
En février, Chen Wei, qui a dirigé le développement du vaccin, déclare que la capacité de production annuelle d'Ad5-nCoV pourrait atteindre 500 millions de doses en 2021.